# Mordechai Piron

Oberrabbiner Piron

Mordechai Piron (geboren am 28. Dezember 1921 in Wien als Egon Pisk; gestorben am 28. Mai 2014 in Jerusalem) war ein Oberrabbiner und Militärrabbiner der Israelischen Verteidigungsstreitkräfte.

## Leben
Egon Pisk war einziger Sohn des Jacob Pisk und der Irene Weiss. Er stammte aus einem religiösen Elternhaus. Seine Mutter stammte aus der Slowakei. Die Familie wohnte in der Leopoldstadt.
Pisk besuchte die Grundschule und das Sperlgymnasium in Wien. Nach dem Anschluss Österreichs 1938 schickten seine Eltern ihn mit der Jugendalija mit dem Schiff „Galiläa“ nach Palästina.
Nach dem Besuch der Landwirtschaftsschule Mikwe Israel studierte Mordechai Piron an verschiedenen Jeschiwot (Talmudhochschulen). Zu seinen Lehrern zählten Rabbiner Zwi Jehuda Kook an der Merkas HaRaw Kook in Jerusalem und Rabbiner Jakob Moshe Charlap. Darüber hinaus studierte er an der Hebräischen Universität Jerusalem und an einer Hochschule in London.
Kurz nach seiner Einwanderung schloss sich Piron der Hagana an. Er kämpfte im Israelischen Unabhängigkeitskrieg und wurde verwundet. Nach der Staatsgründung diente er in den neugegründeten Israelischen Verteidigungsstreitkräften. 1952 wurde Piron durch Oberrabbiner Isaak HaLevy Herzog zum Rabbiner ordiniert. Als Nachfolger von Shlomo Goren hatte er von 1969 bis 1980 das Amt des aschkenasischen Oberrabbiners in der Armee inne. Sein letzter militärischer Rang war Aluf (Generalmajor).
Nach seinem Ausscheiden aus der Armee amtierte er von 1980 bis 1992 als Oberrabbiner der Israelitischen Cultusgemeinde Zürich, der größten jüdischen Gemeinde der Schweiz. Danach kehrte er nach Israel zurück.
Mordechai Piron wurde auf dem Friedhof Har HaMenuchot in Jerusalem beigesetzt.
Mordechai Piron heiratete 1946 Ahuva Gardi, sie hatten drei Kinder. Seine Frau und eine Tochter starben kurz hintereinander durch Krankheit.

## Schriften
- Das Land Israel im Lichte der jüdischen Weltanschauung. In: Das Neue Israel. 33,7, Zürich 1981, 327–329.
- Mit Ernst Braunschweig und Ralph Weingarten: Antisemitismus. Umgang mit einer Herausforderung. Festschrift zum 70. Geburtstag von Sigi Feigel. Jordan-Verlag, Zürich 1991, ISBN 3-906561-24-0.
- Religion im Staat Israel heute. In: Das Dreieck im Sand – 50 Jahre Staat Israel. 1997 (imdialog.org).
- Der Rationalist Maimonides. Denker des Judentums. In: aufbau. Das jüdische Monatsmagazin. April 2011.
- Mit Heinrich Fries, Hans Küng, B. Reinert, Fritz Stolz: Weltreligionen heute herausgefordert. M + T, Zürich 1984.
- Die römische Initiative zum Wiederaufbau des Tempels. In: Aufbau. Nr. 4, 2009, S. 10–12.